# Gare d'Alsógalla
La gare d'Alsógalla (en hongrois : Alsógalla vasútállomás) est une halte ferroviaire hongroise, située à Tatabánya.